# واکلاف هوراک

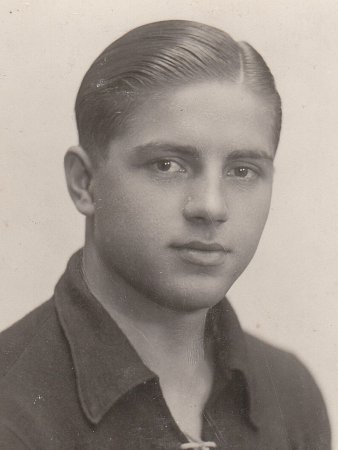
واکلاف هوراک - حوالی ۱۹۳۳

واکلاف هوراک (چکی: Václav Horák؛ ۲۷ سپتامبر ۱۹۱۲ – ۱۵ نوامبر ۲۰۰۰) یک بازیکن فوتبال، و سرمربی (فوتبال) اهل چکسلواکی بود.

## باشگاهی
از باشگاه‌هایی که در آن بازی کرده‌است می‌توان به باشگاه فوتبال اسلاویا پراگ اشاره کرد.

## تیم ملی
وی سابقه ۱۱ بازی برای تیم ملی فوتبال چکسلواکی در کارنامه دارد.